# سيباستيان مولر
سيباستيان مولر (بالألمانية: Sebastian Möller)‏ هو أستاذ جامعي ألماني، ولد في 1968 في بوخوم في ألمانيا.